# Zanférébougou
Zanférébougou est une commune du Mali, dans le cercle et la région de Sikasso.